# Ibn Zaydan
Ibn Zaydan (Abou Zayd Abd-ar-Rahman ibn Muhammad ibn Abd-ar-Rahman ibn Ali ibn Abd-al-Màlik ibn Zaydan ibn Ismaïl) est un historien et écrivain marocain, descendant du sultan alaouite Ismaïl (mort en 1727). Né à Meknès en 1873, il est connu comme l’un des meilleurs historiens de sa ville natale sur laquelle il a écrit plusieurs ouvrages. Ithaf, son œuvre principale en huit volumes, comprend des centaines de biographies, dont celles des sultans Abderrahmane ben Hicham et Mulay Hasan. Il meurt le 16 novembre 1946 dans sa ville natale.